# Віа Галліка

Римські дороги в Італії

Віа Галліка (лат. Via Gallica) — римська дорога в північній Італії, яка зв'язувала римські муніціпії в Паданській рівнині. 
Відгалужувалась від Постумієвої дороги поблизу Верони та проходила через міста Бріксія (лат. Brixia, зараз Брешія), Бергамум (лат. Bergamum, зараз Бергамо) та Медіолан (лат. Mediolanum, зараз Мілан).